# ريتشارد لوغان (لاعب كريكت)
ريتشارد لوغان (28 يناير 1980 في المملكة المتحدة - ) (بالإنجليزية: Richard Logan)‏ هو لاعب كريكت بريطاني. لعب مع نادي مقاطعة هامبشاير للكريكت ‏ ونادي مقاطعة نورثامبتونشير للكريكت ‏ ونادي مقاطعة نوتنغهامشير للكريكت ‏.

## وصلات خارجية
- ريتشارد لوغان على موقع إي آس بي آن كريك إنفو (الإنجليزية)